# محمد ممدوح (لاعب كرة قدم)
محمد ممدوح هو لاعب كرة قدم مصري في مركز الدفاع، ولد في 24 مايو 1993. لعب مع نادي الرجاء.

## وصلات خارجية
- محمد ممدوح (لاعب كرة قدم) على موقع قاعدة بيانات كرة القدم.إي يو (الإنجليزية)
- محمد ممدوح (لاعب كرة قدم) على موقع Soccerway.com (الإنجليزية)
- محمد ممدوح (لاعب كرة قدم) على موقع كووورة